# Ophisaurus attenuatus
Espèce
Synonymes
- Ophisaurus ventralis attenuatus var. sulcatus Cope, 1880

Statut de conservation UICN

 LC  : Préoccupation mineure
Ophisaurus attenuatus est une espèce de sauriens de la famille des Anguidae.

## Répartition
Cette espèce est endémique d'Amérique du Nord. Elle se rencontre aux États-Unis au Texas, en Oklahoma, au Kansas, au Nebraska, en Iowa, en Illinois, au Wisconsin, au Missouri, en Arkansas, en Louisiane, au Mississippi, en Alabama, en Géorgie, en Floride, en Caroline du Sud, en Caroline du Nord, au Tennessee, au Kentucky et en Virginie.

## Liste des sous-espèces
Selon The Reptile Database (1 juin 2012) :
- Ophisaurus attenuatus attenuatus Baird, 1880
- Ophisaurus attenuatus longicaudus McConkey, 1952

## Publications originales
- Cope, 1880 : On the zoological position of Texas. Bulletin of the United States National Museum, vol. 17, p. 1-51 (texte intégral).
- McConkey, 1952 : A new subspecies of Ophisaurus attenuatus, with a key to the North American forms. Natural History Miscellanea, Chicago Academy of Sciences, no 102, p. 1-2